# 578

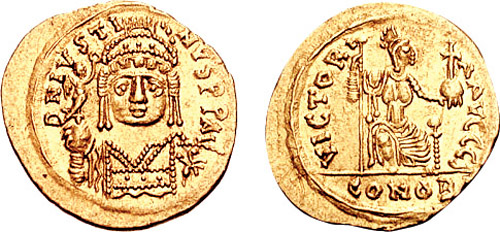
Imperador Justino II (c. 520-578)

O ano 578 ( DLXXVIII ) foi um ano comum do calendário juliano, que teve início e fim num sábado. a sua letra dominical foi B.
A denominação 578 para este ano usou-se desde o primeiro período medieval, quando a era civil de Anno Domini se tornou o método prevalecente na Europa para nomear anos.
| Ano completo                   |
| ------------------------------ |
| Ano comum com início ao sábado |

- Recópole (moderna Zorita de los Canes ) na Hispânia é fundada pelo rei Leovigildo, em homenagem ao seu filho Recaredo.
- 30 de julho – Jacó Baradeu , bispo de Edessa
- 5 de outubro – Justino II , imperador bizantino
- Abedal Motalibe , avô do profeta islâmico Maomé
- Bhavyaviveka, erudito Madhyamaka indiano (data aproximada)
- Hatim al-Tai, renomado poeta árabe (data aproximada)
- João Malalas , cronista bizantino
- Wu Di , imperador do norte de Zhou (n. 543 )
- Wu Mingche , general da dinastia Chen (n. 512 )
- Ufa , rei de East Anglia (data aproximada)
- Yuwen Xian , príncipe do norte de Zhou (n. 544 )